# Mustafa Ruhi Şirin
Mustafa Ruhi Şirin (* 1955 in Trabzon) ist ein türkischer Kinderbuchautor.
Şirin setzt sich auch stark für die Rechte von Kindern ein. Er ist Gründer und Vorsitzender der Türkischen Kinderstiftung.
Seit den 80er Jahren produziert er Kindersendungen für türkische Radio- und Fernsehsender.
1993 gewann er mit seinem Buch Kuş Ağacı den Kinderbuchpreis der UNESCO. Seine Kinderbücher wurden auch ins Englische, Griechische (Guguklu Saatin Kumrusu), Usbekische und Makedonische (Masal Mektuplar) übersetzt. 

## Werke
Auf Deutsch erschienen:
- Mustafa Ruhi Şirin, Osman Kehri (Illustration), Die Turteltaube der Kuckucksuhr, aus dem Türkischen übersetzt von Sara Heigl, Önel-Verlag, Köln 2008, ISBN 978-3-939372-21-9  (Originaltitel: Cocuk Vakfi )

Auf Türkisch:
- Gökyüzü Çiçekleri
- Masal Mektuplar
- Çocuk Kalbimdeki Kuş
- Kar Altında Bir Kelebek
- Guguklu Saatin Kumrusu
- Her Çocuğun Bir Yıldızı Var
- Kuş Ağacı
- Bülbül ile Leylek
- Keloğlan’ın Oyunu, Aslankuş
- Mavi Rüyalar Gören Çocuk
- Aşk Olsun Çocuğum Aşk Olsun
- Geceleri Mızıka Çalan Kedi
- Dünyaya Gülen Adam